# Battaglia di Pechino (1900)
La battaglia di Pechino, o storicamente liberazione di Pechino, venne combattuta dal 14 al 15 agosto 1900, da una forza multinazionale, guidata dall'Impero britannico, contro l'assedio alle legazioni straniere di Pechino durante la ribellione dei Boxer.
Dal 20 giugno 1900, i Boxer e le truppe imperiali cinesi avevano assediato diplomatici stranieri, cittadini e soldati all'interno delle legazioni di Impero austro-ungarico, Regno del Belgio, Impero britannico, Terza Repubblica francese, Regno d'Italia, Impero tedesco, Impero giapponese, Regno dei Paesi Bassi, Impero russo, Spagna e Stati Uniti, nella città di Pechino.

## La spedizione Seymour e l'intervento internazionale
Il primo tentativo di prestare soccorso alle legazioni, da parte di una forza di oltre 2 000 marinai e marine comandati dall'ammiraglio britannico Edward Seymour, venne respinto il 26 giugno.
Il 4 agosto una seconda molto più numerosa forza di soccorso, chiamata Alleanza delle otto nazioni, marciò da Tientsin verso Pechino. Era composta da circa 18 000 uomini (4 300 fanti russi (cosacchi e artiglieria), 8 000 fanti giapponesi, 3 000 britannici, per lo più fanteria, cavalleria e artiglieria di stanza in India, soldati e marine con artiglieria e una brigata francese di 800 uomini, provenienti all'Indocina con artiglieria). Austria, Italia e Germania, pur a loro volta membri dell'alleanza delle otto nazioni, contribuirono invece in maniera meno significativa.
Le forze dell'Alleanza sconfissero l'esercito cinese nella battaglia di Beicang (Peitsang) il 5 agosto e in quella di Yangcun (Yangtsun) il 6 agosto, raggiungendo il distretto di Tongzhou, a 23 km da Pechino, il 12 agosto. La forza di soccorso era ridotta dall'esaurimento da calore e insolazione e gli uomini disponibili per l'assalto a Pechino probabilmente non superavano di molto le 10 000 unità. I comandanti britannico, americano e giapponese volevano andare avanti e attaccare Pechino il 13 agosto, ma quello russo disse che aveva bisogno di un altro giorno per prepararsi e il 13 agosto era dedicato alla ricognizione e al riposo.

## Gli obiettivi strategici
L'obiettivo delle forze dell'Alleanza era di farsi strada nella città di Pechino, dirigersi verso il Quartiere delle legazioni per salvare i 900 stranieri assediati dall'esercito cinese dal 20 giugno.
Pechino aveva formidabili opere di difesa. La città era circondata da mura lunghe 34 km e interrotte da 16 porte. Le mura intorno alla città interna erano alte 12 metri e altrettanto larghe alla sommità. Quelle intorno alla città esterna erano alte 9 metri. La popolazione che viveva all'interno delle mura era di circa un milione di persone, anche se molti erano fuggiti per paura dei Boxer e dei combattimenti tra l'esercito cinese e gli stranieri delle legazioni.
Mentre gli eserciti prendevano posizione a circa 8 km dalle mura, nella notte del 13 agosto, si sentivano i rombi dell'artiglieria pesante e del fuoco delle mitragliatrici all'interno della città. A quel punto temettero di essere arrivati con un giorno di ritardo per salvare i loro compatrioti.
La forza di soccorso non sapeva che 2 800 cristiani cinesi indigenti si erano rifugiati nel Quartiere delle legazioni con gli stranieri, né che a 5 km di distanza dalle legazioni era in corso un secondo assedio. La cattedrale del Salvatore della Chiesa cattolica era stata circondata dai Boxer e dall'esercito cinese dal 15 giugno. A difesa della cattedrale c'erano 28 preti e suore stranieri, 43 soldati francesi e italiani e 3 400 cattolici cinesi. Le persone che si erano rifugiate nella cattedrale avevano subito diverse centinaia di morti, in gran parte per fame, malattie e mine esplose sotto le mura perimetrali. Durante l'assedio 66 dei 900 stranieri presenti nel quartiere delle legazioni vennero uccisi e 150 feriti. Le perdite tra i cristiani cinesi non sono note.

## Lo svolgimento

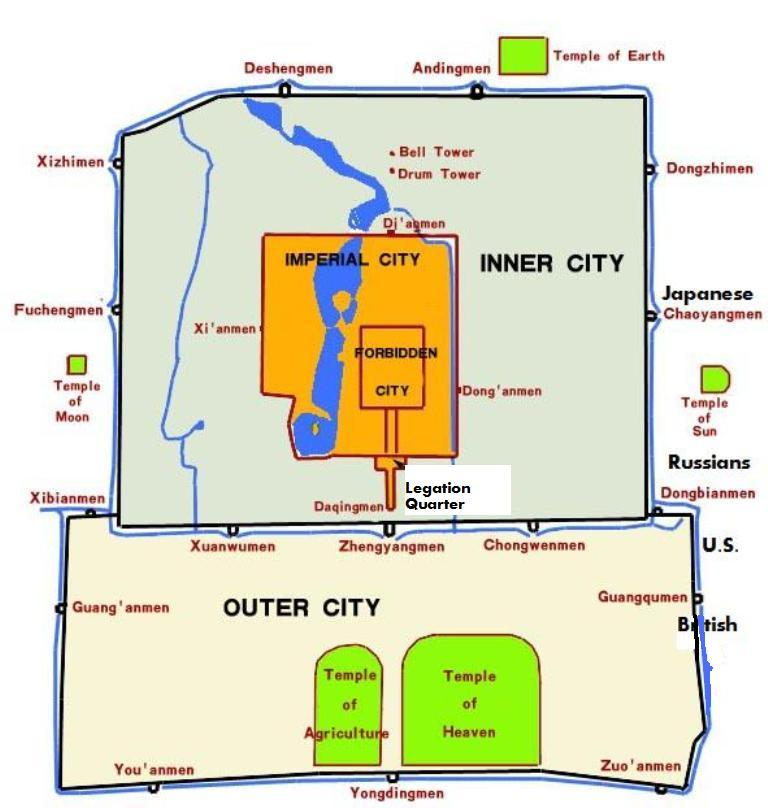
Nel 1900 Pechino era cinta da alte mura con diverse porte d'ingresso. La posizione degli eserciti stranieri, nella mattinata del 14 agosto, è mostrata sulla mappa. I giapponesi, i russi e gli inglesi si erano fatti strada in città attraverso le porte. Gli americani scavalcando le mura.

L'assalto a Pechino assunse il carattere di una gara per vedere quale esercito nazionale avesse raggiunto la gloria di liberare dall'assedio le legazioni.
I comandanti dei quattro eserciti nazionali concordarono che ognuno di loro avrebbe attaccato un determinato varco. Ai russi fu assegnata la porta più settentrionale (Tung Chih (Dongzhi)), ai giapponesi la successiva a sud (Chi Hua (Chaoyang)), agli americani la (Tung Pein (Dongbien)) e agli inglesi la più meridionale (Sha Wo (Guangqui)). I francesi apparentemente vennero esclusi dalla pianificazione.
La porta assegnata agli americani era la più vicina al quartiere delle legazioni e pertanto sembrava che avessero la migliore opportunità di raggiungerlo prima. Tuttavia, i russi non seguirono la pianificazione concordata, anche se non è sicuro se sia stato un comportamento intenzionale o fortuito. Una forza avanzata arrivò alla porta assegnata agli americani, la Dongbien, intorno alle 3 del mattino del 14 agosto. Uccise 30 cinesi fuori dalla porta e creò una breccia con l'artiglieria. Una volta all'interno, tuttavia, nella zona tra le porte interne ed esterne, venne colpita da un fuoco incrociato che uccise 26 soldati russi e ne ferì 102. I sopravvissuti vennero bloccati per diverse ore.
Quando, quella mattina, gli americani arrivarono alla porta loro assegnata trovarono i russi già impegnati e trasferirono le loro truppe a circa 200 metri a sud. Una volta lì, il trombettiere Calvin Pearl Titus si offrì volontario per scalare il muro, cosa che fece con successo. Altri americani lo seguirono, e alle 11: 03 la bandiera americana fu issata sulle mura della città esterna. Le truppe americane scambiarono raffiche di fucileria con le forze cinesi sulle mura e poi scesero dall'altra parte e si diressero a ovest verso il quartiere delle legazioni, all'ombra delle mura della città interna.
Nel frattempo, i giapponesi avevano incontrato una forte resistenza alla porta a loro assegnata e la stavano sottoponendo a colpi di artiglieria. Gli inglesi ebbero un compito più facile, avvicinandosi e attraversando la loro porta, praticamente senza opposizione. Sia gli americani che gli inglesi erano consapevoli che l'entrata più facile al quartiere delle legazioni era attraverso la cosiddetta Porta dell'Acqua, un canale di drenaggio che scorreva sotto le mura della città interna. Gli inglesi giunsero per primi. Attraversarono il fango del canale e si diressero verso il quartiere delle legazioni e furono accolti da una folla esultante di assediati. I cinesi che attorniavano il quartiere delle legazioni spararono alcuni colpi, ferendo una donna belga, e poi si ritirarono. Erano le 14:30 del 14 agosto. Gli inglesi non avevano subito un solo incidente in tutto il giorno, tranne un uomo morto per un colpo di sole.
Verso le 16:30 giunsero anche gli americani. Avevano avuto un morto e nove feriti, più uno gravemente ferito mentre saliva sulle mura. Tra i feriti c'era Smedley Butler che in seguito sarebbe diventato un generale e il più famoso marine della sua epoca. Le forze russe, giapponesi e francesi entrarono a Pechino quella sera quando l'opposizione cinese era stata già sconfitta. L'assedio delle legazioni era così terminato.

## Le conseguenze

### La fuga dell'imperatrice Cixi
Il mattino seguente, 15 agosto, le forze cinesi, probabilmente quelle di Dong Fuxiang (Kansu Braves) occupavano ancora parti della città interna, la Città imperiale e la Città Proibita, e qualche colpo occasionale veniva diretto verso le truppe straniere. Il generale Chaffee, il comandante americano, ordinò alle sue truppe di liberare le mura e occupare la città imperiale. Con l'aiuto dei russi e dei francesi, l'artiglieria americana si fece strada attraverso una serie di mura e porte nella città imperiale, fermando l'avanzata alle porte della Città Proibita. Le vittime americane per quel giorno furono 7 morti e 29 feriti. Uno dei morti era il capitano Henry Joseph Reilly, di 54 anni e nato in Irlanda, un bravo artigliere.
L'imperatrice Cixi, l'imperatore e diversi componenti della corte fuggirono da Pechino nelle prime ore del mattino del 15 agosto, solo poche ore prima che gli americani giungessero al muro della Città Proibita. Lei, vestita da contadina, scivolò fuori dalla città su tre carri di legno. Le autorità cinesi definirono la sua fuga verso la provincia dello Shanxi un "giro di ispezione". Rimasero a Pechino, per occuparsi degli stranieri e rintanati nella Città Proibita, fidati aiutanti della vedova, incluso Ronglu, comandante dell'esercito e la sua amica d'infanzia. Alla porta Zhengyangmen i musulmani dei Kansu Braves ingaggiarono un feroce combattimento contro le forze dell'Alleanza. Il comandante supremo musulmano dell'esercito cinese, generale Ma Fulu, e quattro suoi cugini furono uccisi mentre contrastavano le forze dell'Alleanza e un centinaio di truppe musulmane Hui e Dongxiang del suo villaggio natale morirono nel combattimento a Zhengyang. La battaglia a Zhengyang venne combattuta contro i britannici.
Alla fine della battaglia le truppe musulmane del Kansu, incluso il generale Ma Fuxiang, erano tra quelle a guardia dell'imperatrice Dowager durante la sua fuga. Il futuro generale musulmano Ma Biao, che guido poi la cavalleria musulmana a combattere contro i giapponesi nella seconda guerra sino-giapponese, combatté nella ribellione dei Boxer come soldato semplice agli ordini del generale Ma Haiyan nella battaglia di Pechino contro gli stranieri. Il generale Ma Haiyan morì di sfinimento dopo che la corte imperiale raggiunse la sua destinazione, e suo figlio Ma Qi prese il suo posto. Ma Fuxing servì anche sotto Ma Fulu per proteggere la corte imperiale Qing durante i combattimenti. Le truppe musulmane erano descritte come "le più coraggiose, le più fanatiche dei fanatici, ed è per questo che la difesa della città dell'Imperatore era stata affidata a loro".

### La fine delle ostilità
La rimozione dell'assedio alla Cattedrale non ebbe luogo fino al 16 agosto. Le truppe giapponesi si imbatterono nella Cattedrale quella mattina ma, con l'impossibilità di comprendersi, sia loro che gli assediati erano molto confusi. Poco dopo, però, giunsero le truppe francesi e marciano verso la cattedrale con grande gioia dei sopravvissuti.
Il 17 agosto, i rappresentanti delle potenze straniere si incontrarono e raccomandarono che "dato che l'avanzata delle truppe straniere nelle Città Imperiale e Proibita era ostinatamente opposta dalle truppe cinesi", gli eserciti stranieri avrebbero dovuto continuare a combattere fino a quando "la resistenza armata cinese, nella città di Pechino e nei dintorni non fosse stata schiacciata". Dichiararono anche "che nella schiacciante resistenza armata risiedeva la migliore e unica speranza della restaurazione della pace".
Il 28 agosto, gli eserciti stranieri a Pechino ricevettero rinforzi per l'arrivo di soldati provenienti da Germania, Italia e Austria e truppe aggiuntive dalla Francia, che sfilarono attraverso la Città Proibita per dimostrare simbolicamente il loro completo controllo sulla città. Le autorità cinesi protestarono per il loro ingresso e agli stranieri e alla maggior parte dei cinesi fu proibito di mettere piede nella Città Proibita, tuttavia, i cinesi cedettero quando gli eserciti stranieri promisero di non occupare la Città Proibita ma minacciarono di distruggerla se il loro passaggio fosse stato contestato.

### L'occupazione della città ed i saccheggi

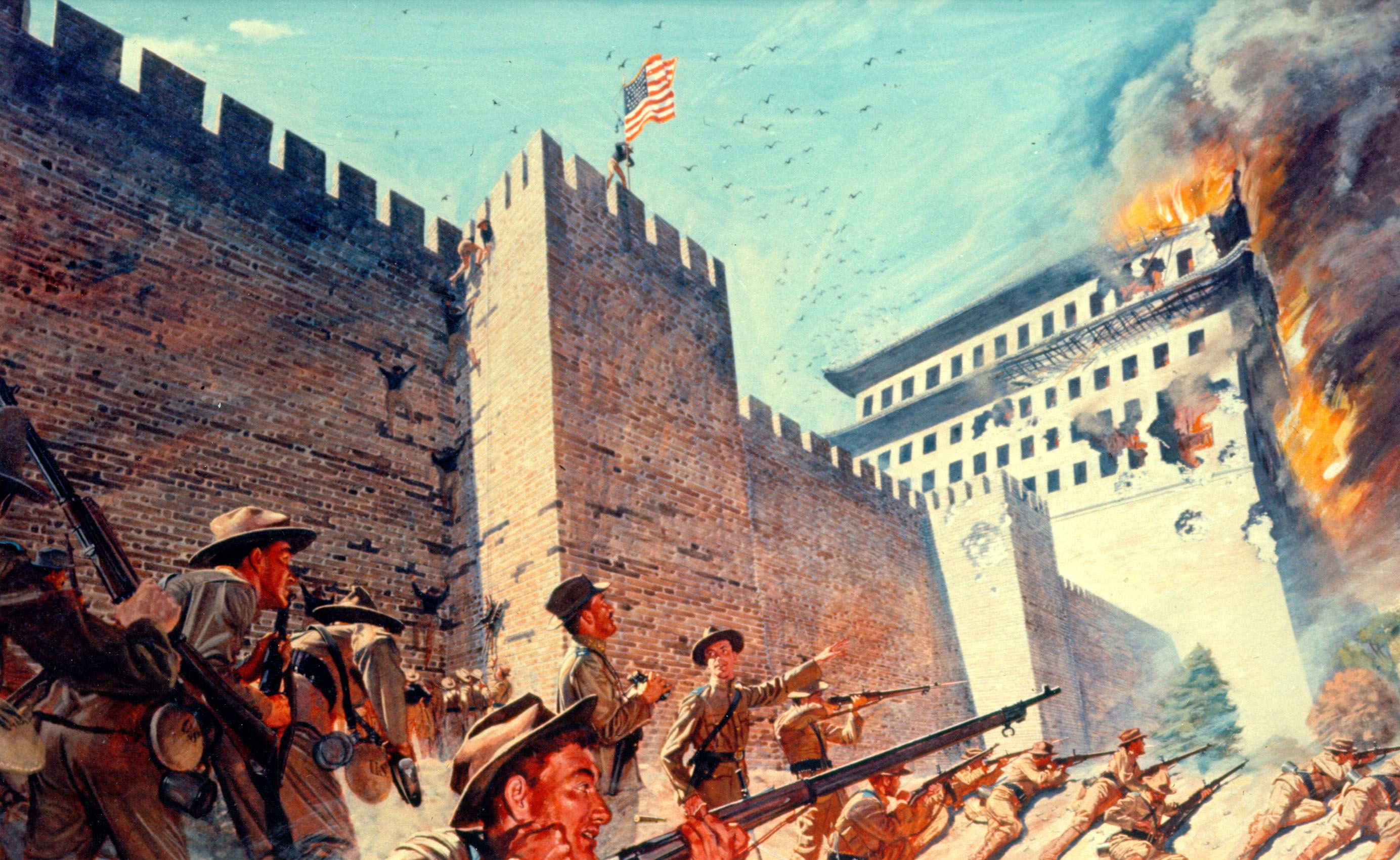
"Proverò signore," un dipinto storico dell'esercito americano in azione che ritrae i soldati americani dal 14º reggimento di fanteria che scalano le mura di Pechino. I russi furono fermati dall'opposizione cinese nella porta in fiamme raffigurata sulla destra dell'immagine.

Pechino era una città martoriata dopo l'assedio. I Boxer avevano iniziato la distruzione, abbattendo tutte le chiese e le case cristiane e appiccato gli incendi che bruciarono tutta la città. L'artiglieria cinese diretta contro il quartiere delle legazioni e la Cattedrale, durante l'assedio, aveva distrutto i quartieri vicini. Corpi insepolti coprivano le strade deserte. Gli eserciti stranieri divisero Pechino in distretti. Ogni distretto era amministrato da uno degli eserciti occupanti.
L'occupazione di Pechino divenne, secondo le parole di un giornalista americano, "la più grande spedizione di saccheggio dai tempi di Pizarro". Ogni nazionalità accusò le altre di essere i peggiori saccheggiatori. La missionaria Luella Miner dichiarò: "La condotta dei soldati russi è atroce, i francesi non sono molto migliori e i giapponesi stanno saccheggiando e bruciando senza pietà". Gli inglesi cercarono di mantenere un qualche tipo di controllo. Tennero "aste di bottino" ogni pomeriggio tranne la domenica alla loro Legazione. I proventi vennero poi ripartiti, da un comitato, in premi alle truppe. Neanche i soldati americani erano esenti da colpe, sebbene il generale Chaffee avesse vietato il saccheggio. "La nostra politica contro i saccheggi è totalmente inefficace", disse un cappellano americano.
I civili e i missionari che erano stati assediati furono alcuni dei maggiori saccheggiatori, poiché conoscevano bene Pechino. Alcuni dei saccheggi avrebbero potuto essere giustificati. I missionari come il vescovo cattolico Favier e il congregazionalista americano William Scott Ament avevano centinaia di cristiani cinesi affamati a cui badare e avevano bisogno di cibo e vestiti. Tuttavia, il saccheggio per necessità si trasformò rapidamente in saccheggi per il profitto, ampiamente pubblicizzati dai giornalisti. Molti si lasciarono andare a saccheggiare da soli mentre condannavano gli altri. Anche i cinesi di Pechino si diedero al saccheggio e istituirono mercati per vendere i proventi dei loro misfatti.
Le potenze straniere a Pechino inviarono missioni punitive in campagna per catturare o uccidere Boxer sospetti. Ci furono molte uccisioni indiscriminate da parte delle truppe straniere. Il generale americano Chaffee disse: "È sicuro dire che se un vero Boxer è stato ucciso dalla liberazione di Pechino, ne sono stati uccisi cinquanta innocenti, coloni o braccianti nelle fattorie, tra cui non poche donne e bambini." La maggior parte delle missioni punitive furono realizzate da francesi e tedeschi.
Il 7 settembre 1901 fu concluso un accordo di pace tra l'Alleanza delle otto nazioni e i rappresentanti del governo cinese Li Hung-chang e Yikuang. Il trattato richiedeva alla Cina di pagare un indennizzo di 335 milioni di dollari (oltre 4 miliardi di dollari correnti) più gli interessi per un periodo di 39 anni. Inoltre venne richiesta l'esecuzione o l'esilio dei sostenitori del governo dei Boxer e la distruzione dei forti cinesi e di altre difese in gran parte nel nord della Cina. Dieci giorni dopo la firma del trattato, gli eserciti stranieri lasciarono Pechino, sebbene le guardie delle legazioni sarebbero rimaste fino alla seconda guerra mondiale.
Dopo la firma del trattato l'imperatrice Dowager Cixi tornò a Pechino dal suo "giro d'ispezione" il 7 gennaio 1902 e il governo della dinastia Qing fu ripristinato, sebbene molto indebolito dalla sconfitta subita nella ribellione dei Boxer e dall'indennizzo e le clausole del trattato di pace. L'imperatrice morì nel 1908 e la dinastia si estinse nel 1911.

### L'influenza nelle relazioni col Giappone
Nella seconda guerra sino-giapponese, quando i giapponesi chiesero al generale musulmano Ma Hongkui di disertare e diventare capo di uno stato fantoccio musulmano sotto di loro, Ma rispose attraverso Zhou Baihuang, il segretario di Ningxia del Partito nazionalista, per ricordare al capo del personale militare giapponese Itagaki Seishiro che molti dei suoi parenti combatterono e morirono in battaglia contro le forze dell'Alleanza delle otto nazioni durante la Battaglia di Pechino, incluso suo zio Ma Fulu, e che le truppe giapponesi costituivano la maggioranza delle forze dell'Alleanza, quindi non ci poteva essere alcuna cooperazione con i giapponesi.

## Filmografia
L'episodio dell'assedio è narrato nel film 55 giorni a Pechino del 1963.

## Galleria d'immagini

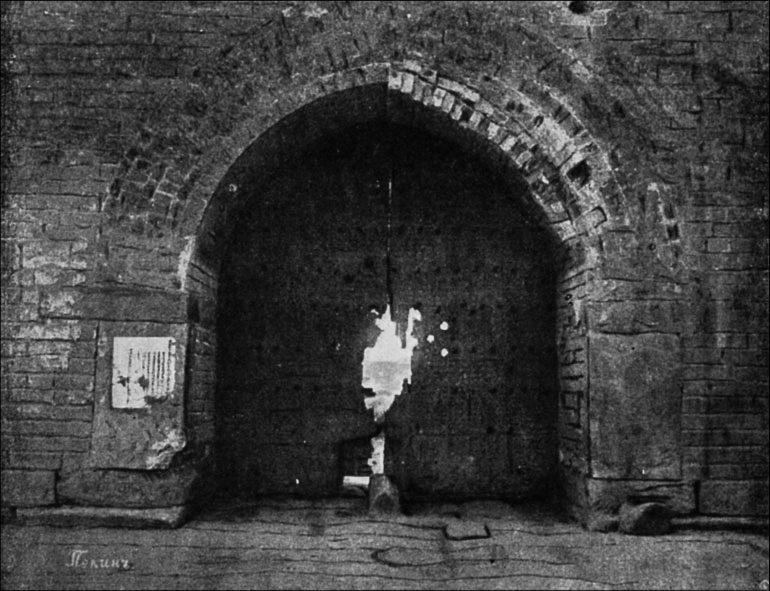
Porta distrutta dai cannoni russi durante l'assalto notturno di Pechino.
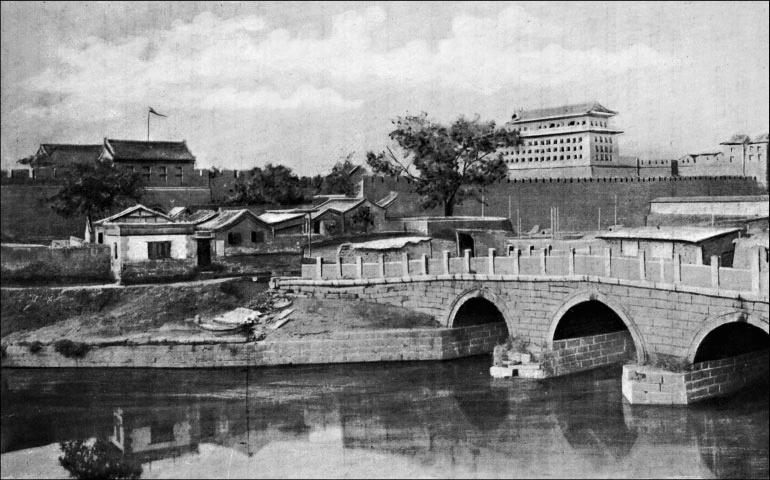
Le mura orientali, conquistate dalle truppe russe. Una bandiera russa è stata issata sulla torre sopra la porta.
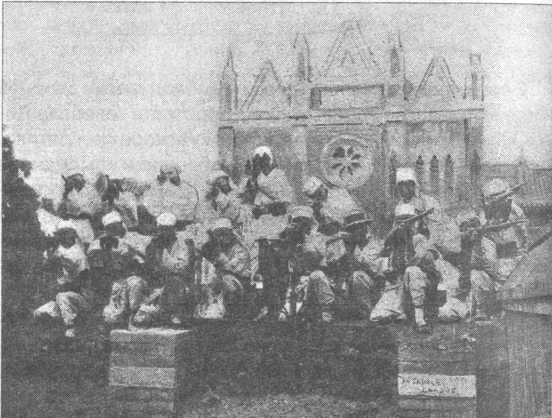
Difensori della chiesa cattolica francese Beitang a Pechino, agosto 1900, dopo un assedio di due mesi.
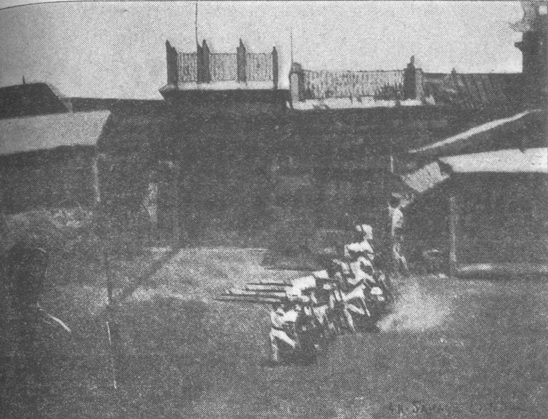
Fanteria giapponese spara alle porte di Pechino.